# Hold You
"Hold You" är en musiksingel som framförs av Hanna Ferm & LIAMOO från 2019. Låten är skriven av Jimmy Jansson, Fredrik Sonefors, Hanna Ferm och Liam Cacatian Thomassen.
De framförde låten i den andra semifinalen av Melodifestivalen 2019 där de tog sig direkt till final. I finalen slutade låten på en tredje plats. Det var första låten som Hanna tävlar med i Melodifestivalen.
Duon träffade varandra då de sjöng tillsammans i en duett under Idol 2017. Låten placerade sig på sjunde plats på Sverigetopplistan under sin första vecka. Låten handlar om att våga älska, fast det är läskigt.
17 mars gick den in på Svensktoppen.